# Stanisławówka (rejon szeptycki)
Stanisławówka – dawna wieś, obecnie na terenie Ukrainy, rejonu szeptyckiego obwodu lwowskiego. Leżała na północ od Steniatyna.
Do 2024 w rejonie czerwonogrodzkim.
Stanisławówka jako samodzielna gmina jednostkowa powstała II Rzeczypospolitej 1 stycznia 1926 z części obszaru gminy Steniatyn, wskutek rozparcelowania części byłego obszar dworskiego Rozalówka. Od 1934 roku wieś należała do należała do zbiorowej wiejskiej gminy Skomorochy w powiecie sokalskim w woj. lwowskim. W związku z poprowadzeniem nowej granicy państwowej na Bugu, wieś wraz z główną częścią gminy Skomorochy znalazła się w Związku Radzieckim.
W latach 1943–1944 nacjonaliści ukraińscy z OUN - UPA zamordowali tutaj 30 Polaków, rabując i paląc polskie zagrody.